# Mouhamadou Traoré
Mouhamadou Traoré (Thiès, 16 aprile 1982) è un ex calciatore senegalese, di ruolo attaccante.

## Carriera

### Club
Ha giocato nella prima divisione senegalese con il Diaraf dal 2002 al 2005, vincendo anche un campionato nel 2004. In seguito ha giocato nella seconda divisione polacca con il Glinik Gorlice e nella prima divisione polacca con Zagłębie Lubin, Pogoń Stettino e GKS Bełchatów, per un totale di 81 presenze e 12 reti in questa categoria.

### Nazionale
Tra il 2003 ed il 2004 ha fatto parte della rosa della nazionale senegalese Under-23.

## Palmarès

### Club

#### Competizioni nazionali
- Campionato senegalese: 1

Diaraf: 2004